# 清原秋雄
清原 秋雄（きよはら の あきお）は、平安時代初期から前期にかけての貴族。右大臣・清原夏野の四男。官位は従四位上・右兵衛督。

## 経歴
天長8年（831年）内舎人。承和元年（834年）父・夏野の造営した双岡山荘に嵯峨上皇が行幸した際、夏野の子息がそれぞれ昇叙されて秋雄は従五位下に叙爵し、同年侍従に任ぜられる。
承和4年（837年）10月の父・夏野の死去に伴い服喪のために官職を辞すが、翌承和5年（838年）正月には本官に復する。承和9年（842年）に発生した承和の変に際しては、山城国五道の一つである大枝道（山陰道の山城・丹波国境）を守護した。承和13年（846年）左兵衛佐に任官する。
文徳朝では左兵衛佐・右近衛少将と武官を歴任する傍ら、丹波介・信濃介・備中権介と地方官を兼ねる。この間の仁寿3年（853年）に従五位上に昇叙されている。天安元年（857年）備中権守に転任し、翌天安2年（858年）には豊前守と文徳朝末期には地方官を務めた。
清和朝に入ると、天安3年（859年）左馬頭に任ぜられ京官に復す。貞観5年（863年）兄の滝雄の卒去と前後して正五位下に昇叙されると、貞観7年（865年）左近衛権少将、貞観8年（866年）従四位下と要職を務めて順調に昇進する。その後散位となるが、貞観12年（870年）大和権守に任ぜられ、右兵衛督を経て、貞観16年（874年）従四位上に至る。同年4月24日卒去。享年63。最終官位は従四位上行右兵衛督兼越前権守。

## 人物
射芸が得意で好んで強弓を引き、他に並び立つ人がいないほどの腕前であった。一方で、些細な行動を修めることをしなかった。また、飲酒が度を過ぎており、晩年は酒に酔いつぶれる日々を過ごし、殿上への出仕も十分にできないほどであったという。

## 官歴
『六国史』による。
- 天長8年（831年） 日付不詳：内舎人
- 時期不詳：正六位上
- 承和元年（834年） 4月21日：従五位下。11月19日：侍従
- 承和4年（837年） 10月：解官（父服喪）
- 承和5年（838年） 正月：復本官
- 承和13年（846年） 7月17日：左兵衛佐
- 嘉祥3年（850年） 4月2日：兼但馬介
- 仁寿2年（852年） 2月28日：兼信濃介
- 仁寿3年（853年） 正月7日：従五位上
- 斉衡2年（855年） 正月15日：右近衛少将兼備中権介
- 天安元年（857年） 5月8日：備中権守。冬：辞官（母服喪）
- 天安2年（858年） 5月11日：豊前守
- 天安3年（859年） 正月13日：左馬頭
- 貞観2年（860年） 2月14日：兼但馬介
- 貞観5年（863年） 正月7日：正五位下
- 貞観7年（865年） 3月9日：左近衛権少将。3月28日：兼阿波守
- 貞観8年（866年） 正月7日：従四位下
- 貞観12年（870年） 正月25日：大和権守
- 時期不詳：右兵衛督
- 貞観16年（874年） 日付不詳：従四位上。日付不詳：兼越前権守。4月24日：卒去（従四位上行右兵衛督兼越前権守）